# Acanthodium (Acanthaceae)
Acanthodium, biljni rod u porodici Acanthaceae. Njegove vrste uklopljene su danas u rod Blepharis, Acanthopsis i Nelsonia.

## Vrste
1. Acanthodium angustum Nees = Blepharis angusta T.Anderson
2. Acanthodium capense Nees  = Blepharis capensis Pers.
3. Acanthodium capense var. inermis Nees
4. Acanthodium capense var. villosum Nees
5. Acanthodium delilii H. Buek = Blepharis edulis Pers.
6. Acanthodium dispermum E. Mey. ex Nees = Acanthopsis disperma Harv.
7. Acanthodium diversispinum Nees  = Blepharis diversispina C.B.Clarke
8. Acanthodium diversispinum var. a Nees
9. Acanthodium furcatum (L. f.) Nees = Blepharis furcata Pers.
10. Acanthodium furcatum var. integrifolium Nees
11. Acanthodium glabrum Nees = Acanthopsis glabra (Nees) H.M.Steyn
12. Acanthodium glaucum Nees  = Acanthopsis glauca Schinz
13. Acanthodium grossum Nees = Blepharis grossa (Nees) T. Anders.
14. Acanthodium grossum Wight = Blepharis linariifolia Pers.
15. Acanthodium hirtinervium Nees = Blepharis hirtinervia (Nees) T.Anderson
16. Acanthodium hirtum Hochst. ex Nees  = Blepharis linariifolia Pers.
17. Acanthodium hoffmannseggianum Nees = Acanthopsis hoffmannseggiana C.B.Clarke
18. Acanthodium macrum Nees  = Blepharis macra (Nees) Vollesen
19. Acanthodium marginatum Nees = Blepharis marginata C.B.Clarke
20. Acanthodium plumulosum E. Mey. ex Nees = Acanthopsis horrida Nees
21. Acanthodium procumbens Nees  = Blepharis maderaspatensis Heyne ex Roth
22. Acanthodium serrulatum Nees  = Blepharis serrulata (Nees) Picalho & Hiern
23. Acanthodium sinuatum Nees = Blepharis sinuata C.B.Clarke
24. Acanthodium spathulare Nees  = Acanthopsis spathularis Schinz
25. Acanthodium spicatum Delile = Nelsonia canescens (Lam.) Spreng.
26. Acanthodium squarrosum Nees</small = 	Blepharis squarrosa (Nees) T.Anderson